# Гольдман, Эмма
Э́мма Го́льдман, или Го́лдман (англ. Emma Goldman; 15 июня [27 июня] 1869, Ковно, Российская империя — 14 мая 1940, Торонто, Канада) — российская и американская политическая активистка и писательница. Сыграла ключевую роль в развитии политической философии анархизма в Северной Америке и Европе в первой половине XX века.
Эмма Гольдман родилась в Российской империи, в Ковно, в еврейской семье; в 1885 году эмигрировала в США. После бунта на Хеймаркете Гольдман заинтересовалась учением анархизма, впоследствии став известным популяризатором этой философии и посвятив анархистским идеям множество книг и лекций. За свою жизнь Гольдман многократно сидела в тюрьмах: в частности, её обвиняли в «подстрекательствах к беспорядкам» и «незаконном распространении материалов о контрацепции».
В 1892 году вместе со своим любовником и также анархистом Александром Беркманом предприняла попытку убить промышленника Генри Клэя Фрика, тем самым совершив «пропаганду действием» — поступок, предназначенный быть катализатором революции. Покушение оказалось неудачным: Фрик выжил, а Беркман провёл четырнадцать лет жизни в тюрьме. В 1906 году ею был основан анархистский журнал «Мать-Земля», просуществовавший до 1917 года.

## Биография

### Ранние годы

#### Семья
Эмма Гольдман родилась в Ковно (тогда — территории Российской империи, ныне — Литвы) в еврейской семье. Мать Эммы, Таубе Бенович (англ. Taube Bienowitch) на тот момент была замужем уже во второй раз — за Авраамом Гольдманом (англ. Abraham Goldman). Первый супруг Таубе умер от туберкулёза, из-за чего она была сильно подавлена. От первого брака у Бенович было две дочери — Хелена (род. 1860) и Лена (род. 1862).
Брак Таубе с Авраамом был договорным и, как написала об этом Гольдман, «неудачным с самого начала». Авраам вложил состояние Бенович в бизнес, который быстро обанкротился. Последовавшие за этим трудности в сочетании с эмоциональной дистанцией между супругами сделали домашний быт тревожным и мало подходящим для воспитания детей. Когда Таубе забеременела, Авраам надеялся, что родится сын; рождение дочери, как он полагал, станет ещё одной плохой приметой. Несмотря на ожидания отца, Таубе родила девочку, которую назвали Эммой.
Методы воспитания детей у Авраама были вполне авторитарными: когда они его не слушались, он попросту избивал их. В отношении Эммы, самого непослушного ребёнка, он даже использовал плеть. Мать была не в состоянии помочь своим детям и лишь изредка просила супруга смягчить побои. Позднее Гольдман объяснит яростный нрав отца его сексуальной неудовлетворённостью.
Хелена, старшая сестра Эммы, давала остальным детям недостающую заботу, всячески их веселя и подбадривая. Лена же, напротив, была холодной и недоброжелательной. Со временем у трёх сестёр появились братья: Луис (англ. Louis; умер по достижении шести лет), Герман (англ. Herman; род. 1872) и Мойша (англ. Moishe; род. 1879).
Когда Эмма была ещё девочкой, её семья переехала в деревню Папиле, где отец содержал трактир. Сёстры работали, а Эмма подружилась с мальчиком-прислугой по имени Петрушка, пробудившим в ней первые эротические чувства.

#### Детство и юношество
Однажды на улице в Папиле Голдман стала свидетельницей избиения крестьянина кнутом. Увиденное сильно впечатлило её, после чего Эмма на всю жизнь возненавидела жестокость власти.
Когда Гольдман было семь, она со своей семьёй переехала в прусский город Кёнигсберг, где была зачислена в реальное училище. Эмма была крайне непослушной и бойкой ученицей, за что часто подвергалась наказаниям со стороны учителей, один избивал её линейкой, а другой пытался приставать к ней и другим ученицам, за что был уволен, когда Голдман начала бунтовать. Найти сочувствующего наставника Эмме удалось в лице своего учителя немецкого языка, который одалживал ей книги и однажды взял с собой в оперу. Позже Голдман сдала экзамен для поступления в гимназию, но из-за отказа учителя религии предоставить ей справку о хорошем поведении она потеряла возможность стать гимназисткой.

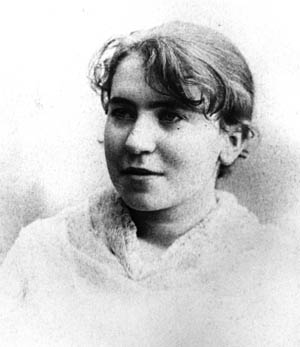
Эмма Голдман в семнадцатилетнем возрасте

Семья переехала в Санкт-Петербург, где Авраам один за другим открывал не пользовавшиеся успехом магазины. Из-за бедности дети были вынуждены самостоятельно зарабатывать деньги, вследствие чего Голдман пришлось работать в магазине корсетов. Юная Эмма умоляла отца позволить ей вернуться в школу, но вместо этого он бросил её книгу по французскому в огонь и крикнул: «Девушкам не нужно много учиться! Всё, что требуется еврейской дочери, — это знать, как готовить фаршированную рыбу и лапшу, и родить мужу побольше детей».
Однако Гольдман училась на дому, она также начала изучать политические события в стране, в частности, покушение на Александра II. Когда Эмма прочитала роман Николая Чернышевского «Что делать?» (1863), она нашла образец для подражания в главной героине — Вере. Она приняла нигилистическую философию и стала игнорировать нравоучения семьи — ради свободной жизни и возможности организовать швейный кооператив. Книга Чернышевского оставалась источником вдохновения Гольдман на протяжении всей её жизни.
Тем временем Авраам продолжал настаивать на её будущем в качестве хранительницы очага и пытался уговорить выйти замуж в возрасте пятнадцати лет. Отец жаловался, что Эмма становится «строптивой женщиной», но она стояла на своём и говорила, что выйдет замуж только по любви. На рабочем месте ей всё время доводилось сопротивляться сексуальным предложениям офицеров и других мужчин. Однажды один «вечный ухажёр» отвёл Гольдман в гостиничный номер и изнасиловал. Эмма была ошеломлена «открытием того, что контакт между мужчиной и женщиной может быть таким жестоким и болезненным». Она чувствовала, что произошедшее окончательно и навсегда изменило её отношение к мужчинам.

### Эмиграция
В 1885 году Хелена Гольдман начала готовиться к переезду в Нью-Йорк, США, чтобы соединиться с уже обосновавшимися там Леной и её супругом. Эмма хотела переехать вместе с сестрой, но отец ей этого не позволил, даже несмотря на предложение Хелены оплатить путешествие Эммы из своего кармана. В отчаянии Эмма грозилась броситься в Неву, если он продолжит стоять на своём. В конце концов Аврааму пришлось согласиться. 29 декабря 1885 года Елена с Эммой прибыли в нью-йоркский пункт приёма иммигрантов — форт Касл-Гарден (ныне — Касл-Клинтон).
Они поселились в северной части штата, в Рочестер-хоум, в доме Лены и её мужа Сэмюэла. Спустя год из-за всплеска антисемитизма в Санкт-Петербурге к ним приехали родители и братья Эммы. Гольдман начала работать швеёй и проводила за работой более десяти часов в день, получая два с половиной доллара в неделю. После отказа в повышении она уволилась и устроилась в магазинчик поблизости. На новой работе Гольдман познакомилась с Джейкобом Кершнером (англ. Jacob Kershner). Джейкоб делился с нею своей любовью к книгам, танцам и путешествиям, а также разочарованием от однообразия заводских работ. Через четыре месяца, в феврале 1887 года, они поженились. Однако как только Кершнер стал сближаться с семьёй Гольдман, их отношения ослабли. В брачную ночь Эмма обнаружила, что Кершнер страдает от эректильной дисфункции; они стали отдаляться, как эмоционально, так и физически. Вдобавок Джейкоб стал очень ревнивым и подозрительным. Между тем Гольдман всё больше увлекала острая политическая ситуация, царившая в мире (особенно после бунта на Хеймаркете), а также антиавторитарная политическая философия анархизма.
Примерно через год после свадьбы пара развелась. Спустя время Кершнер стал умолять Гольдман вернуться и даже грозился отравить себя, если она этого не сделает. Они воссоединились, но через три месяца снова разошлись. Родители Эммы вновь сочли её поведение «строптивым» и отказались впускать обратно в дом. Со швейной машинкой под мышкой и с пятью долларами в кармане Гольдман покинула Рочестер и направилась на юго-восток Нью-Йорка.

### Приобщение к анархизму
В свой первый день в городе Гольдман встретила двух людей, изменивших её жизнь. В кафе «Сахс» (англ. Sachs), слывшем местом сбора радикалов, Эмма познакомилась с анархистом Александром Беркманом. В тот же день он пригласил её на выступление Иоганна Моста, редактора радикального издания «Фрайхайт», сторонника правомерности насилия для достижения политических и социальных целей. Гольдман была впечатлена его пламенной речью. Позже Мост взял её под своё крыло и стал обучать ораторству. Мост активно поддерживал Эмму и говорил, что она займёт его место, когда тот уйдёт. 

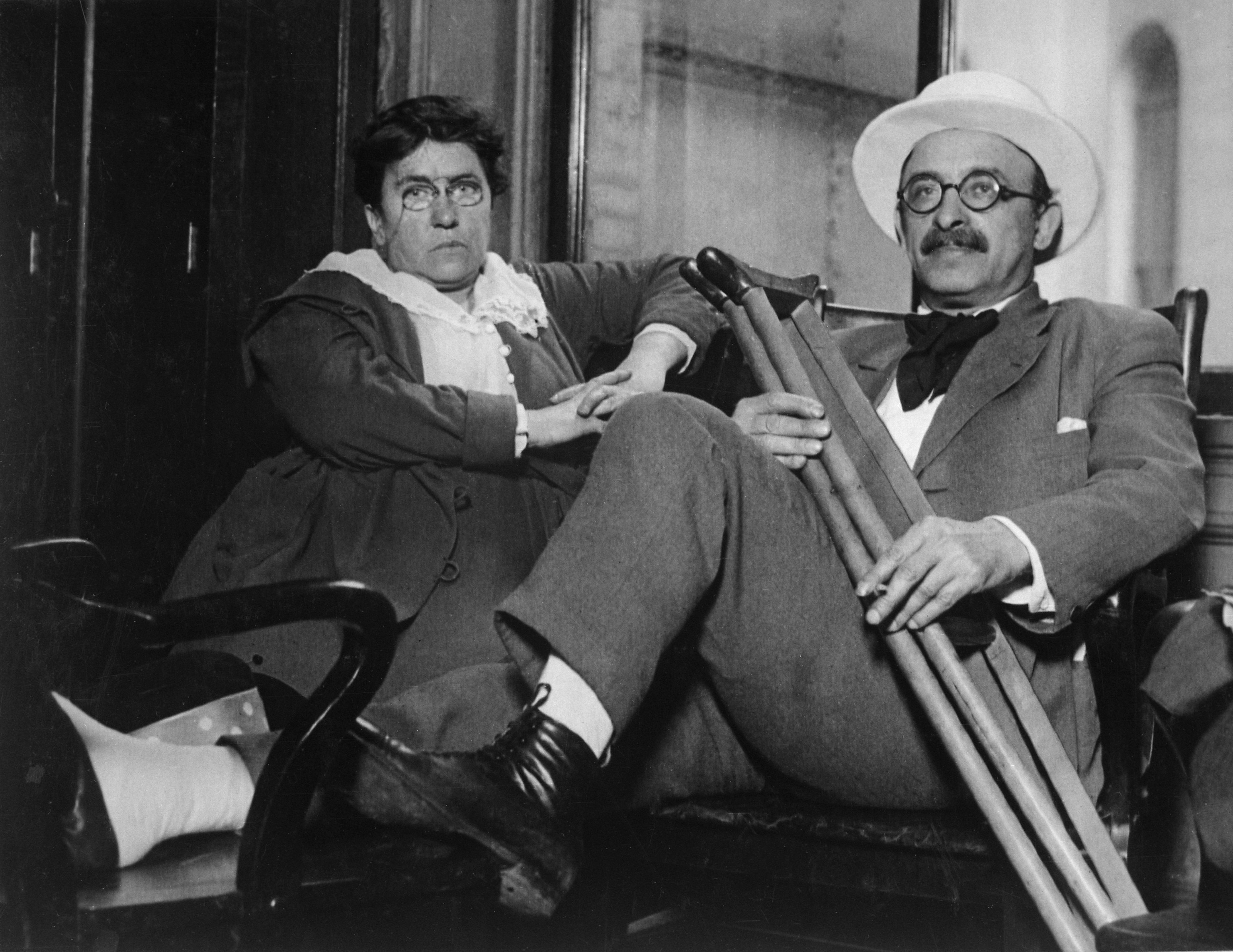
Эмма Гольдман и Александр Беркман. Около 1917—1919 годов

### Гомстедское дело
Гольдман и Беркман принимали участие в событиях вокруг гомстедской стачки (1892), где Генри Клэй Фрик, управляющий металлургическим заводом в собственности сталелитейной корпорации Эндрю Карнеги, самовольно навязал новый коллективный договор с пониженной зарплатой и попытался разгромить несогласный с этим профсоюз. В ответ рабочие объявили забастовку, захватили завод и изгнали администрацию, после чего три сотни вооружённой охраны детективного агентства Пинкертона силой выгнали их с завода, при этом погибло полтора десятка человек.
Беркман спланировал и осуществил покушение на Генри Клея Фрика как виновника кровопролития. Покушавшийся был схвачен и осужден на 22 года тюремного заключения. В ходе расследования власти, уверенные в участии Гольдман в заговоре, так и не смогли этого доказать, несмотря на обыски. Эмма активно боролась за досрочное освобождение Беркмана и добилась того, что он вышел из тюрьмы в 1906 году, отсидев лишь 14 лет. Она тяжело переживала отсутствие Саши, к тому же и сами рабочие, и многие анархисты осудили этот акт индивидуального террора.

### Первый тюремный срок
В 1893 году — время одного из серьёзнейших экономических кризисов — Гольдман много разъезжала по стране с выступлениями в поддержку левого движения. В том же году она была впервые арестована и помещена в тюрьму Блэквелл-Айленд за призывы к экспроприации, озвученные ею на Юнион-сквер перед толпой из 3000 безработных (Протестуйте перед дворцами богачей, требуйте работы! Если вам не дают работы — требуйте хлеба! Если вам не дают хлеба — возьмите его сами!). Это было истолковано как призыв к мятежу, и суд Нью-Йорка, поверив одному свидетелю обвинения и отклонив показания двенадцати свидетелей защиты, осудил Эмму на один год тюрьмы.
Пока она ожидала суда, её навестила известная журналистка Нелли Блай, оставившая в своей статье для New York World положительные отзывы об Эмме Гольдман и назвавшая её «новой Жанной д’Арк». Однако такие оценки в прессе скорее были исключением. Куда чаще её демонизировали, называли «Красной Эммой», врагом Бога, закона, брака и государства. Судья, который вёл её дело, определил её как «опасную женщину» из-за её анархических и атеистических взглядов.
Находясь в 1894 году в заключении, она, страдая от приступов ревматизма, начала самостоятельно изучать медицину. Кроме того, она в совершенстве овладела английским и прочла множество книг, включая труды Ральфа Уолдо Эмерсона, Генри Дэвида Торо, Джона Стюарта Милля, Уолта Уитмена, Натаниэля Готорна. Когда она вышла из тюрьмы, её приветствовали около трёх тысяч человек.
Во время первой поездки в Европу в 1895 году она изучала медицину и акушерство в Вене, читала лекции в Лондоне, Глазго и Эдинбурге, приобретя известность в международном анархистском движении: с ней встречались известные европейские анархисты Пётр Кропоткин, Эррико Малатеста и деятельница Парижской Коммуны Луиза Мишель. Во время второго визита в Европу в 1899 году помогала чешскому анархисту Ипполиту Гавелу организовать международный слёт анархистов под Парижем.

### Убийство президента Мак-Кинли

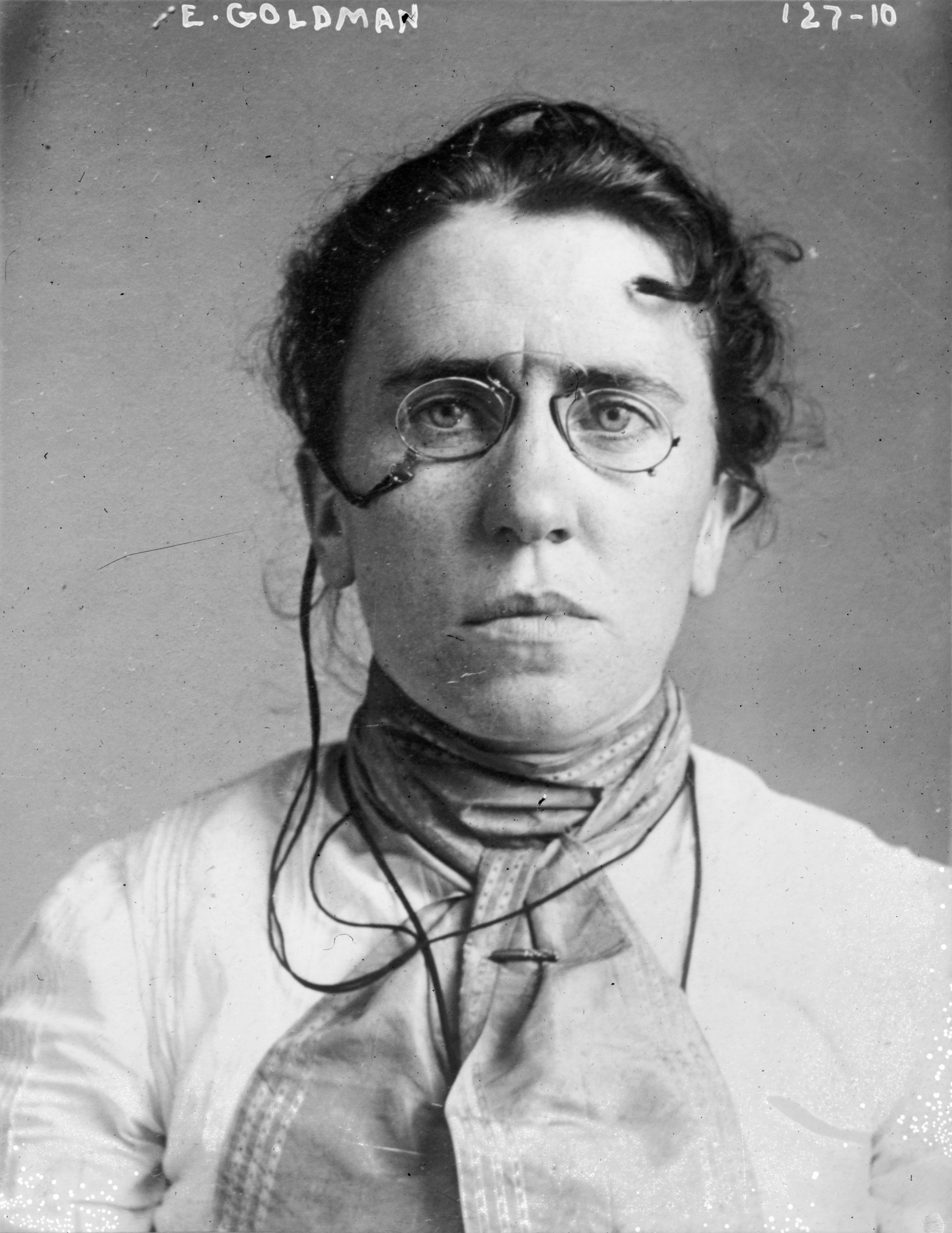
Полицейское фото Гольдман, задержанной по делу Чолгоша

Второй раз Эмма вместе с девятью соратниками (включая Гавела и Эйба Исаака) была арестована 10 сентября 1901 года по обвинению в участии в подготовке покушения на Президента США Уильяма Мак-Кинли — несколькими днями ранее (6 сентября) сын польских эмигрантов Леон Чолгош смертельно ранил Мак-Кинли на открытии Панамериканской выставки в Буффало. За несколько недель до покушения Чолгош единственный раз в жизни встречался с Гольдман на её лекции в Кливленде, обсуждая с ней теоретические проблемы анархизма. Участие Эммы в планировании покушения не было доказано, и 24 сентября Эмма была освобождена из тюрьмы. Она даже предлагала свою помощь как медика умирающему президенту; однако она также опубликовала статью, в которой сравнила Чолгоша с Марком Юнием Брутом, а Мак-Кинли назвала «президентом денежных баронов и магнатов».
Из-за поднявшейся волны общественного возмущения ей пришлось некоторое время скрываться под именем Э. Г. Смит, зарабатывая на жизнь сиделкой, швеёй, массажисткой и директором гастролирующей театральной труппы из России. После принятия Конгрессом иммиграционного закона, известного также как «Акт о выдворении анархистов», она объединила усилия с Лигой за свободу слова, чтобы защитить от депортации британского анархиста Джона Тёрнера; к его защите были привлечены видные прогрессивные адвокаты Кларенс Дарроу и Эдгар Ли Мастерс.

### Пропаганда анархизма и феминизма
В год освобождения Беркмана из тюрьмы (1906) Гольдман с рядом других радикальных авторов (Макс Багинский, Ипполит Гавел, Леонард Эббот) начала издание ежемесячного журнала либертарного толка «Мать Земля» (Mother Earth), который вскоре возглавил сам Беркман. В журнале Эмма комментировала текущие события с точки зрения анархо-феминизма; также публиковались работы видных анархистов (в том числе «Тюремные воспоминания анархиста» Александра Беркмана), а также Генрика Ибсена, Оскара Уайльда, Льва Толстого и Ницше, взгляды которых оказали существенное влияние на Гольдман. Впрочем, отношения Гольдман с Беркманом после его заключения несколько расстроились; он завёл роман с жившей у них юной Беки Эдельсон.
В 1908 году Эмма была лишена американского гражданства. Тем не менее она продолжала выступать в городах США с лекциями, пропагандирующими анархизм. Во время одного только тура по стране 1910 года, организованного её новым возлюбленным доктором Беном Рейтманом, чикагским «Королём бродяг», она выступала в общей сложности 120 раз в 37 городах и 25 штатах. Исходя из своих анархистско-феминистских взглядов, в этих лекциях Гольдман высказывалась против института брака и призывала женщин к раскрепощённости, то есть «свободной любви».
В 1914 году она принимала участие в протестах анархистов против Джона Рокфеллера, которые были грубо разогнаны полицией. Беркман и четверо его товарищей решили отомстить Рокфеллеру, взорвав его виллу в Тарритауне, штат Нью-Йорк. Бомбу собирали в квартире Гольдман, и 4 июля 1914 г. бомба самопроизвольно взорвалась, уничтожив троих заговорщиков, находившихся в квартире, и ранив несколько соседей. Неизвестно, знала ли Эмма про эту бомбу, но в следующем году она рассталась с Беркманом, который уехал в Сан-Франциско, где основал собственный революционный журнал «Взрыв».
11 февраля 1916 года Эмма вновь арестована. На этот раз — за распространение литературы о контроле над рождаемостью. Гольдман считала аборты трагическим следствием тяжёлого социального положения женщин и вместе с Маргарет Сэнгер отстаивала планирование семьи и распространение контрацепции. И Сэнгер, и Гольдман подпали под действие «законов Комстока», определявших подобные публикации как «непристойные».
Следующий арест Гольдман произошёл 15 июня 1917 года: в соответствии с Законом о шпионаже 1917 г., по которому преследовались многие известные социалисты и анархисты, она была арестована за деятельность по созданию «Лиги против призыва», организацию антивоенных митингов на восточном побережье США и иные действия, «способствующие уклонению граждан от призыва на военную службу». Гольдман и Беркман были признаны виновными и осуждены к двум годам тюремного заключения и штрафам по 10 тысяч долларов, также судья вынес рекомендацию об их депортации.

В тюрьме Гольдман встретила социалистку Кейт Ричардс О’Хейр, осуждённую на том же основании, что и она; в тюрьме две левых активистки вместе боролись за улучшение условий содержания заключённых. Кроме того, она познакомилась с Габриэлой Сегатой Антолини, последовательницей Луиджи Галлеани, которая попала в тюрьму за категорический отказ от сотрудничества со следствием, расследовавшим арест Галлеани с грузом динамита. Габриэла провела в тюрьме четырнадцать месяцев, после чего была депортирована.

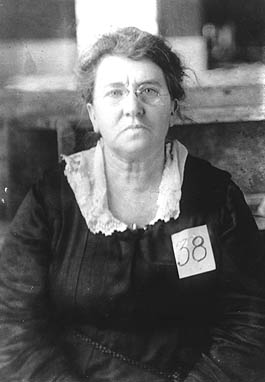
Фото Гольдман, высылаемой в РСФСР, 1919 год

### Депортация в Советскую Россию
Когда Эмма вышла из тюрьмы, в США развернулась антикоммунистическая кампания: «Рейды Палмера» направлялись против «красных» — леворадикальных активистов как коммунистического, так и анархического толка. В ходе этой кампании было возбуждено дело о депортации Гольдман: она подлежала депортации в соответствии с законами об анархизме и о подстрекательстве к мятежу, а также как иностранка, два или более раз привлекавшаяся к уголовной ответственности. В ходе процесса обвинение представлял не кто иной, как Эдгар Гувер лично. Гувер охарактеризовал Эмму Гольдман как одного из самых опасных анархистов Америки.
21 декабря 1919 года 249 человек, включая Эмму Гольдман, Александра Беркмана и большую группу других депортированных из числа уроженцев бывшей Российской империи, были посажены на пароход «Буфорд» («Красный / Советский ковчег») и отправлены в Советскую Россию. «Буфорд» высадил пассажиров в финском порту Ханко, откуда те доехали в пломбированных автомобилях до Белоострова, где их с триумфом встретили большевики.
В РСФСР Гольдман ехала полная эйфории и, несмотря на свой скепсис к любому государству, готовая поддержать большевиков — хотя пути анархистов и марксистов разошлись ещё в Первом Интернационале. Однако действительность оказалась далека от её представлений. Едва прибыв в Петроград, они с Беркманом были удручены словами партийного функционера, назвавшего свободу слова «буржуазным излишеством». Они лично встретились с Владимиром Лениным, уверявшим их, что революционная власть не может действовать иначе в условиях контрреволюции и иностранной интервенции.
Желавшим работать во имя революции Гольдман и Беркману Советская власть поручила проехать по стране с целью сбора документов для архива революции. Вскоре состоялась её встреча в Гуляйполе с Нестором Махно.
Проживая в Москве в 1920 году, Эмма была хорошо знакома с Джоном Ридом (умер в Москве 19 октября 1920 года) и Луизой Брайант.
|  |  |

В феврале 1921 года Эмма Гольдман и Александр Беркман были в Москве на похоронах П. А. Кропоткина.
Подавление Кронштадтского восстания в марте 1921 года стало для неё точкой невозврата — как писала сама Гольдман, «идея покинуть Россию до этого ни разу не рождалась в моей голове», но после Кронштадта они с Беркманом приняли однозначное решение уехать. Летом 1921 года ещё находились в Москве, встречались там с Александром и Надеждой Улановскими перед их поездкой в Берлин. Как только стал возможен выезд из Советской России за границу, они в декабре 1921 года покинули «первое в мире государство рабочих и крестьян» и отправились в Ригу, столицу Латвийской Республики.
Эмма прожила в Советской России два года. Свои впечатления Гольдман изложила в серии статей для газеты Джозефа Пулитцера New York World, а затем в книге «Моё разочарование в России» (My Disillusionment in Russia, 1923—1924).

### 1920—1930-е годы
После Берлина и Стокгольма в течение нескольких лет Эмма скиталась по старым знакомым в Англии и Франции. Она столкнулась с изоляцией со стороны многих бывших единомышленников из-за её неприятия большевистского режима в России. Так летом 1924 года в Лондоне писательница Ребекка Уэст устроила в её честь большой обед, на котором среди 250 гостей присутствовали Хэвлок Эллис, Эдвард Карпентер, Герберт Уэллс и Бертран Рассел. Как позднее писал Рассел, когда Гольдман поднялась, чтобы произнести речь, её встретили с энтузиазмом, но после её антибольшевистской речи в зале воцарилась гробовая тишина. Для леволиберальной интеллигенции это казалось предательством.
Над ней нависала угроза высылки и из западноевропейских стран, но на выручку пришёл шотландский шахтёр-анархист Джеймс Колтон, заключивший с ней в 1925 году фиктивный брак. С новым паспортом Гольдман в 1927 году отправилась в Канаду для организации кампании солидарности с Сакко и Ванцетти — двумя анархистами, приговорёнными в итоге спорного судебного процесса к смертной казни в США.
Скитания Гольдман продолжались до тех пор, пока Пегги Гуггенхайм не собрала денег на покупку для Гольдман домика в Сен-Тропе, где она прожила несколько лет. Там она смогла заняться написанием своей автобиографии «Проживая свою жизнь» (Living My Life), в чём её поддерживали писатель Теодор Драйзер, поэтесса Эдна Сент-Винсент Миллей и журналист Генри Луис Менкен. Мемуары вызвали живой интерес публики и положительные отзывы в СМИ, но Гольдман была раздосадована, что издатель Кнопф продаёт книгу по цене, которую не могли себе позволить обычные рабочие.
В 1933 году ей наконец выдали разрешение на въезд в США, и в 1934 году её друзья организовали девяностодневный лекционный тур по стране, прежде чем Эмма вернулась в Торонто; впрочем, в повторном въезде ей было отказано.

В 1935 году резко раскритиковала Сталина, назвав его правительство самым жестоким и бесчеловечным, которое когда-либо знал мир.

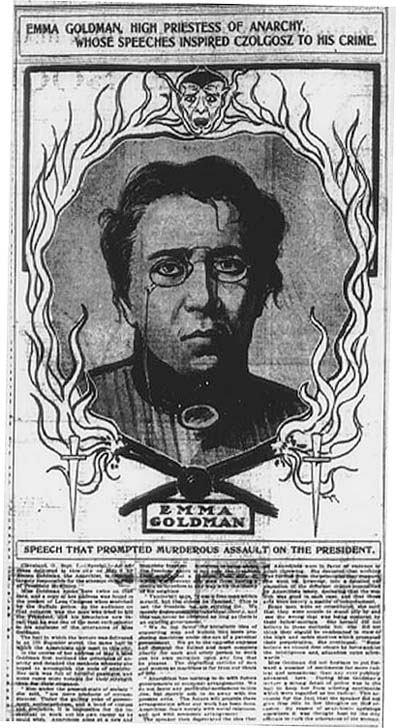
Пропагандистский материал против Гольдман, называющий её «верховной жрицей анархии, вдохновившей Чолгоша на его преступление»

После самоубийства Беркмана Гольдман ездила в Испанию в июле и сентябре 1936 года, чтобы поддержать республиканское правительство в гражданской войне против диктатора Франко. Её приветствовали Национальная конфедерация труда и Федерация анархистов Иберии, в Уэске она наблюдала за воплощением анархо-коммунистических принципов в сельских коммунах. До самого конца войны она писала статьи для издания Spain and the World и собирала средства для помощи Испании.
Умерла Эмма Гольдман 14 мая 1940 года в Торонто. Американскими иммиграционными властями было дано разрешение на её захоронение в США, и она была похоронена в Форест-Парк, штат Иллинойс — рядом с хеймаркетскими мучениками.
На могиле Эммы Гольдман написано «Liberty will not descend to a people, a people must raise themselves to Liberty» («Свобода не снизойдёт к народу, народ должен сам дорасти до Свободы»).

## Факты
«Красная Эмма» прославилась скандальным характером своих выступлений:
Посмотрите, как она защищает себя на суде по обвинению в заговоре, торжественно отказываясь вставать при исполнении «Звездно-полосатого флага» (гимна США – прим. перев.). Вот она сморкается в сторону конгрессмена. Вот ей удается бегать от своих полицейских преследователей достаточно долго, чтобы произнести еще одну речь, прежде чем отправиться в тюрьму за «призывы к бунту». Вот она пробирается в страну под носом у тех самых иммиграционных властей, которые должны её остановить. Она живет то в коммуне, то в одиночной камере. Смотрите, вот она несет красный флаг, ведя за собой женщин-забастовщиц на первомайской демонстрации. Временами она скрывается в подполье (живет под именем Э.Г.Смит). Она то пишет очередной манифест, то врывается в клуб «только для мужчин», оставляя в дураках охранников. Она пропагандирует принятие законов, разрешающих контрацепцию, срывает военный призыв, а потом отправляется в тюрьму сразу за оба эти преступления. На самом деле, она никогда не выступает, не прихватив с собой книгу поинтереснее, чтобы было что почитать в тюрьме в случае ареста.

## Сочинения

### Мемуары
- Проживая свою жизнь (автобиография) / Living my life (en)
  - Проживая свою жизнь. Т. 1. — М.: Радикальная Теория и Практика, 2015. — 396 с.
  - Проживая свою жизнь. Т. 2. — М.: Радикальная Теория и Практика, 2016. — 396 c.
  - Проживая свою жизнь. Т. 3. — М.: Радикальная Теория и практика, 2018. — 418 с.

### Публицистика
- «Что я думаю…» (1908)
- Брак и любовь (1911)
- Торговля женщинами (1911)
- Трагическое в эмансипации женщины" (1911)
- Ревность, её причины и возможное средство против неё (1912)
- Анархизм / Пер. с англ. — М.: Голос труда, 1920
- Патриотизм — угроза свободе
- Мое разочарование в России / My Disillusionment in Russia (en)
- Мое дальнейшее разочарование в России / My Further Disillusionment in Russia (en)